# Steffi Graf
Stefanie Maria Graf (n. 14 iunie 1969, Mannheim, RFG) este o fostă jucătoare  germană profesionistă de tenis.  A câștigat 22 de titluri majore la simplu, al doilea cel mai mare număr de titluri feminine câștigate la simplu de la începutul epocii deschise în 1968 și al treilea cel mai mare număr din toate timpurile. În 1988, Graf a devenit prima jucătoare de tenis care a realizat Golden Slam-ul, câștigând toate cele patru titluri majore de simplu și medalia de aur olimpică în același an calendaristic. Este singura jucătoare de tenis, bărbat sau femeie, care a câștigat fiecare turneu major de simplu de cel puțin patru ori.
Graf a ocupat locul 1 mondial la simplu în clasamentul WTA pentru un număr record de 377 de săptămâni. A câștigat 107 titluri la simplu, ocupând locul al treilea pe lista WTA din toate timpurile, după Martina Navratilova (167 de titluri) și Chris Evert (157 de titluri). Ea și Margaret Court sunt singurele jucătoare, femei sau bărbați, care au câștigat de cinci ori trei turnee majore într-un an calendaristic (1988, 1989, 1993, 1995 și 1996).
Caracteristicile notabile ale jocului lui Graf au fost versatilitatea pe toate suprafețele de joc, jocul de picioare și lovitura puternică de forehand. Abilitatea atletică a lui Graf și jocul agresiv practicat de pe linia de fund au fost creditate cu dezvoltarea stilului modern de joc care a ajuns să domine jocul de astăzi. A câștigat șase titluri la simplu la Roland Garros (a doua după Evert), șapte titluri la simplu la Wimbledon, patru titluri la Australian Open și cinci titluri la simplu la US Open. Graf a ajuns în 13 finale consecutive ale turneelor majore de simplu, de la Openul Franței 1987 până la Openul Franței 1990, câștigând nouă dintre ele. Ea a câștigat cinci turnee majore consecutive la simplu (de la Australian Open 1988 la Australian Open 1989) și șapte din opt, în doi ani calendaristici (de la Australian Open 1988 la US Open 1989, cu excepția French Open din 1989). A ajuns în total la 31 de finale majore la simplu.

## Date biografice
În 1973 Steffi avea 3 ani când a luat prima oară în Brühl (Baden) o rachetă de tenis în mână. Ideea de a încerca jocul de tenis aparține tatălui ei, Peter Graf, care era agent la o asociație de asigurări și vânzător de automobile până la vârsta de 27 de ani când descoperă posibilitățile sale în domeniul sportului de tenis. În câțiva ani ajunge jucător și antrenor de tenis de câmp. El recunoaște din timp talentul și reflexele excelente ale fiicei sale și începe antrenarea ei. Deja în anul 1975 Steffi câștigă turneul micilor jucători de tenis în München. În 1977 Steffi, la vârsta de 7 ani, va câștiga alte turnee de tenis, lucru care îl determină pe tatăl ei să renunțe la profesie și să se dedice antrenării fiicei sale spre o carieră promițătoare.